# Russell Wilson
Russell Carrington Wilson (Cincinnati, 29 november 1988) is een Amerikaans Americanfootballspeler, van de Pittsburgh Steelers in de National Football League (NFL). Hij speelt als quarterback.
Wilson werd door de Seattle Seahawks geselecteerd als twaalfde in de derde ronde (75 algeheel) in de NFL Draft van 2012. Hij evenaarde in 2012 Peyton Mannings record van meeste touchdown-passes als rookie (26). In 2013 leidde hij zijn team naar hun eerste Super Bowl-overwinning en in 2014 naar een tweede opeenvolgende Super Bowl-optreden, die verloren werd tegen de New England Patriots. In 2012, 2013 en 2015 werd hij verkozen voor de Pro Bowl.
Na het seizoen 2021-2022 werd aangekondigd dat Wilson van de Seattle Seahawks naar de Denver Broncos vertrok.
Op 15 maart 2024 tekende Wilson een éénjarig contract bij de Pittsburgh Steelers.

## Privéleven
Wilson trouwde in 2016 met zangeres Ciara, met wie hij drie kinderen heeft.